# Catherine Tudor
Catherine Tudor (2 février 1503 – 10 février 1503) est la quatrième fille d'Henri VII d'Angleterre et d'Élisabeth d'York.
Il semble que le fait d'avoir perdu en avril 1502 son fils aîné Arthur Tudor, qui meurt peu de temps après son mariage avec Catherine d'Aragon, a décidé Élisabeth d'York à être enceinte une dernière fois afin d'assurer la succession. Catherine naît le 2 février 1503 à la Tour de Londres. 
Elle meurt dès le 10 février 1503. Sa mère succombe le lendemain d'une fièvre puerpérale due à l'accouchement.